# Monterrey 2da. Sección
Monterrey 2da. Sección är en ort i Mexiko.   Den ligger i kommunen Tila och delstaten Chiapas, i den sydöstra delen av landet, 700 km öster om huvudstaden Mexico City. Monterrey 2da. Sección ligger 907 meter över havet och antalet invånare är 279.
Terrängen runt Monterrey 2da. Sección är kuperad åt nordost, men åt sydväst är den bergig. Runt Monterrey 2da. Sección är det ganska tätbefolkat, med 111 invånare per kvadratkilometer. Närmaste större samhälle är Yajalón, 17,0 km sydost om Monterrey 2da. Sección. I omgivningarna runt Monterrey 2da. Sección växer i huvudsak städsegrön lövskog.